# Melvin Frithzell
Melvin Frithzell, född 9 augusti 1996, är en svensk fotbollsspelare som spelar för IFK Simrishamn.

## Karriär

### Tidig karriär
Frithzells moderklubb är Malmö FF. I april 2011 gick han över till Kvarnby IK. Frithzell gjorde sju mål i Division 2 2013. Han gjorde 11 mål säsongen 2014. Frithzell missade större delen av säsongen 2015 på grund av en knäskada. Han gjorde ett mål under 2015. Under säsongen 2016 gjorde han 21 mål för klubben i Division 2.

### IFK Värnamo
I januari 2017 värvades Frithzell av IFK Värnamo, där han skrev på ett ettårskontrakt med option på ytterligare ett år. Frithzell debuterade i Superettan den 2 april 2017 i en 4–0-vinst över Åtvidabergs FF, där han blev inbytt i den 79:e minuten mot Petar Petrović.

### FC Helsingør och Landskrona BoIS
Inför säsongen 2018 skrev han ett tvåårskontrakt med FC Helsingør.
Den 23 juli 2018 värvades Frithzell av Landskrona BoIS, där han skrev på ett kontrakt säsongen ut. Den 29 juli 2018 debuterade Frithzell och gjorde ett mål i en 3–1-vinst över Gefle IF. Efter säsongen 2019 lämnade han klubben.

### IK Frej och Örgryte IS
Den 26 december 2018 värvades Frithzell av IK Frej, där han skrev på ett tvåårskontrakt. Frithzell debuterade och gjorde ett mål den 17 februari 2019 i en 2–1-förlust mot Djurgårdens IF i Svenska cupen.
Den 8 augusti 2019 värvades Frithzell av Örgryte IS, där han skrev på ett 1,5-årskontrakt. Efter säsongen 2019 lämnade Frithzell klubben.

### Norge
Den 8 januari 2020 skrev Frithzell på ett kontrakt som sträckte sig året ut med norska IL Hødd i 2. divisjon. Inför säsongen 2021 gick han till ligakonkurrenten Notodden.

### Återkomst i Sverige
Under sommaren 2024 återvände Frithzell till Sverige och skrev på för Ettan Södra-klubben FC Rosengård. Inför säsongen 2025 gick han till division 3-klubben IFK Simrishamn.

## Karriärstatistik
| Klubb              | Säsong             | Liga                      | Liga    | Liga | Nationell cup | Nationell cup | Övrigt  | Övrigt | Totalt  | Totalt |
| Klubb              | Säsong             | Division                  | Matcher | Mål  | Matcher       | Mål           | Matcher | Mål    | Matcher | Mål    |
| ------------------ | ------------------ | ------------------------- | ------- | ---- | ------------- | ------------- | ------- | ------ | ------- | ------ |
| Kvarnby IK         | 2013               | Division 2 Södra Götaland | 18      | 7    | 1             | 0             | —       | —      | 19      | 7      |
| Kvarnby IK         | 2014               | Division 2 Östra Götaland | 22      | 11   | 0             | 0             | —       | —      | 22      | 11     |
| Kvarnby IK         | 2015               | Division 2 Södra Götaland | 9       | 1    | 0             | 0             | —       | —      | 9       | 1      |
| Kvarnby IK         | 2016               | Division 2 Södra Götaland | 25      | 21   | 0             | 0             | —       | —      | 25      | 21     |
| Kvarnby IK         | Totalt             | Totalt                    | 74      | 40   | 1             | 0             | —       | —      | 75      | 40     |
| IFK Värnamo        | 2017               | Superettan                | 24      | 10   | 3             | 0             | —       | —      | 27      | 10     |
| FC Helsingør       | 2017/2018          | Superligaen               | 3       | 1    | 0             | 0             | 1       | 0      | 4       | 1      |
| Landskrona BoIS    | 2018               | Superettan                | 7       | 1    | 1             | 0             | —       | —      | 8       | 1      |
| IK Frej            | 2019               | Superettan                | 16      | 5    | 3             | 1             | —       | —      | 19      | 6      |
| Örgryte IS         | 2019               | Superettan                | 6       | 0    | 0             | 0             | —       | —      | 6       | 0      |
| IL Hødd            | 2020               | 2. division               | 14      | 6    | 0             | 0             | —       | —      | 14      | 6      |
| Notodden           | 2021               | 2. division               | 26      | 22   | 0             | 0             | —       | —      | 26      | 22     |
| Notodden           | 2022               | 2. division               | 22      | 9    | 0             | 0             | —       | —      | 22      | 9      |
| Notodden           | 2023               | 2. division               | 10      | 10   | 0             | 0             | —       | —      | 10      | 10     |
| Notodden           | 2024               | 2. division               | 10      | 3    | 0             | 0             | —       | —      | 10      | 3      |
| Notodden           | Totalt             | Totalt                    | 68      | 44   | 0             | 0             | —       | —      | 68      | 44     |
| FC Rosengård       | 2024               | Ettan Södra               | 11      | 1    | 0             | 0             | —       | —      | 11      | 1      |
| IFK Simrishamn     | 2025               | Division 3 Södra Götaland | 3       | 2    | 0             | 0             | —       | —      | 3       | 2      |
| Totalt i karriären | Totalt i karriären | Totalt i karriären        | 226     | 110  | 8             | 1             | 1       | 0      | 235     | 111    |

1. ↑  Nedflyttningskvalmatch mot Randers FC.[22]